# Xiangyangshan Shuiku
Xiangyangshan Shuiku (kinesiska: 向阳山水库) är en reservoar i Kina. Den ligger i provinsen Heilongjiang, i den nordöstra delen av landet, omkring 320 kilometer öster om provinshuvudstaden Harbin. Xiangyangshan Shuiku ligger 162 meter över havet. Arean är 5,4 kvadratkilometer. Trakten runt Xiangyangshan Shuiku består till största delen av jordbruksmark. Den sträcker sig 4,1 kilometer i nord-sydlig riktning, och 2,8 kilometer i öst-västlig riktning.
Genomsnittlig årsnederbörd är 843 millimeter. Den regnigaste månaden är juli, med i genomsnitt 164 mm nederbörd, och den torraste är januari, med 5 mm nederbörd.